# Le Merlerault
Le Merlerault ([lə mɛʁləʁo] ) ist eine ehemalige französische Gemeinde mit 754 Einwohnern (Stand: 1. Januar 2022) im Département Orne in der Region Normandie. Sie gehörte zum Arrondissement Mortagne-au-Perche. Die Bewohner werden Merluriens und Merluriennes genannt.
Der Erlass des Präfekten vom 13. September 2024 legte mit Wirkung zum 1. Januar 2025 die Eingliederung von Le Merlerault als Commune déléguée zusammen mit den früheren Gemeinden Godisson, La Genevraie, Les Authieux-du-Puits und Nonant-le-Pin zur Commune nouvelle Merlerault-le-Pin fest.

## Geografie

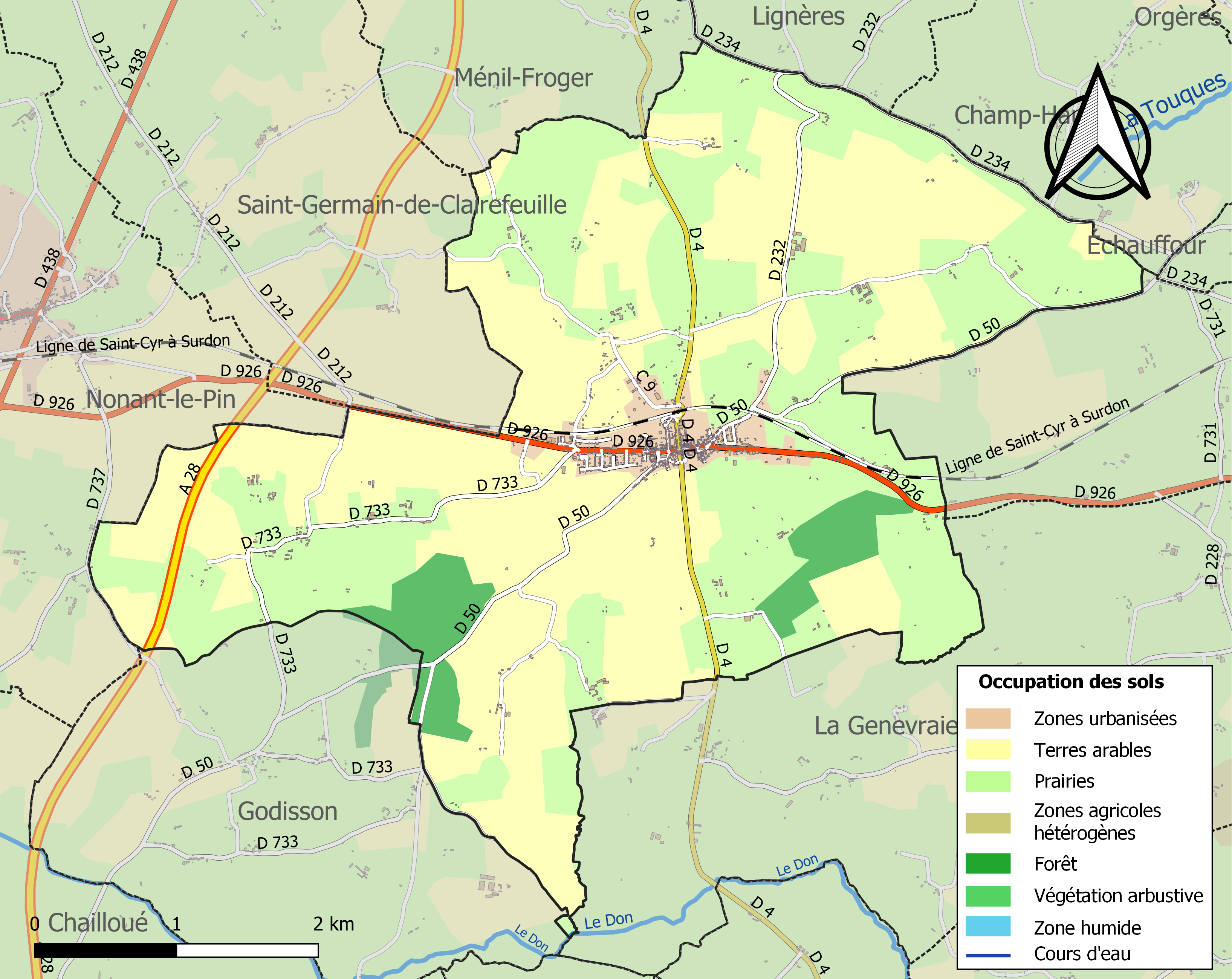
Bodennutzung, Hydrografie und Infrastruktur von Le Merlerault (2018)

Le Merlerault liegt etwa 28 Kilometer nordwestlich von Mortagne-au-Perche und etwa 33 Kilometer nordnordöstlich von Alençon im Süden der Région naturelle des Pays d’Auge. Das Ortsgebiet wird entwässert vom Don, einem Nebenfluss der Orne, der es im Süden auf einem kleinen Abschnitt begrenzt, von der Dieuge, die im Ortsgebiet entspringt, ferner vom Ruisseau Saint-Martin, vom Ruisseau du Varo und von kleineren Fließgewässern. Das Zentrum von Le Merlerault liegt auf etwa 210 m Höhe. Das Relief des Ortsgebiets ist hügelig, wobei das Niveau im Nordosten markant ansteigt. Dort wird auch die höchste Erhebung mit 321 m gemessen, die niedrigste im Südwesten mit 184 m am Austritt des Don aus dem Ortsgebiet.
Teile des Gebiets von Le Merlerault gehören zu den Natura-2000-Schutzgebieten „Haute vallée de l’Orne et affluents“ (FR2500099) und „Bocages et vergers du sud Pays d’Auge“ (FR2502014). Rund 91 % der Fläche von Le Merlerault werden landwirtschaftlich genutzt, 5 % sind bewaldet, rund 4 % entfallen auf bebaute Flächen (Stand: 2018).
Umgeben wird Le Merlerault von den drei Nachbargemeinden und den vier Communes déléguées der Commune nouvelle:
| Saint-Germain-de-Clairefeuille   | Ménil-Froger Lignères                       | Champ-Haut                               |
| Nonant-le-Pin (Commune déléguée) | Kompassrose, die auf Nachbargemeinden zeigt | Les Authieux-du-Puits (Commune déléguée) |
| Godisson (Commune déléguée)      |                                             | La Genevraie (Commune déléguée)          |

## Geschichte
Gegen 1020 machte Richard Sainte-Scolasse, ein Ritter des Herzogs Richard II. von Normandie einen Teil der Domäne Le Merle einem seiner Soldaten zum Geschenk. Aus dem Besitz dieses Soldaten, Raoult, wurde der Ortsname. Nach einer Zerstörung des Dorfes wurde es im 15. Jahrhundert zwei Kilometer nordöstlich wieder aufgebaut.
Während des Hundertjährigen Krieges war der Ort Gegenstand von Kämpfen. Ein Brand verwüstete sie 1346. Im Juni 1356 wurde die Burg, die Jean du Merle vergeblich verteidigte, vom Herzog von Lancaster erobert und geplündert. 1359 erneut von den Engländern besetzt, wurde es 1364 von den Franzosen nach heftigen Kämpfen gegen die anglo-navarrischen Truppen von Ferrando d’Ayens, einem englischen Ritter, der damals Kommandeur von Merlerault war, zurückerobert.
König Heinrich IV. und Maximilien de Béthune, duc de Sully richteten hier ein königliches Gestüt (Haras) ein. 1665 gründete König Ludwig XIV. auf Initiative Colberts hier den „Haras du Pin“, das erste Hengstgestüt der Geschichte. 1715 wurden in Le Pin-au-Haras der Haras national du Pin gebaut, um die königlichen Gestüte in der Normandie (Le Merlerault und Montfort-l’Amaury) zusammenzulegen.
1822 wurde die bis dahin selbstständige Gemeinde Mont-Marcey eingegliedert.
Einen Monat zuvor traumatisiert durch die Brandstiftung der Kirche durch flüchtende deutsche Offiziere, erlebten die Merluriens am 18. September 1944 mit der versehentlichen Explosion eines amerikanischen Munitionskonvois auf dem Place de l’Hotel de Ville ihre größte Tragödie der Neuzeit.
Am Tag zuvor fuhren amerikanische Militärkonvois mit hoher Geschwindigkeit durch das Dorf. Die begeisterte Bevölkerung begrüßt die Soldaten, die mit Begeisterung und Leichtsinn Zigaretten, Süßigkeiten, Konserven, Kaugummis warfen. Am Abend, gegen 20 Uhr, hielt ein Konvoi zur großen Freude der Kinder und vieler neugieriger Schaulustiger zum Biwak an. Der ganze Ort war belebt, die Soldaten nehmen ihre Mahlzeit ein und verteilten verschiedene Produkte aus ihren Rationen.
Am nächsten Tag wachte das Dorf kaum auf. Es war 6:45 Uhr. Während sie ihren Kaffee (?) aufwärmten, zündeten amerikanische Soldaten die Reifen am linken Heck ihres mit Bomben beladenen Lastwagens an, sie geraten in Pani. Ein paar Minuten später gab es eine Explosion, einen schrecklichen Lärm durch Erdrutsche verlängert. Der Platz war nichts weiter als ein Trümmerfeld, die Häuser brannten, ein Schauspiel der Trostlosigkeit, der Rufe, der Schreie, der Tränen. In den zerstörten Häusern lagen Frauen, Männer und Kinder unter den Trümmern zerquetscht. Es gab viele Verletzte, aber auch 27 Tote.

## Bevölkerungsentwicklung

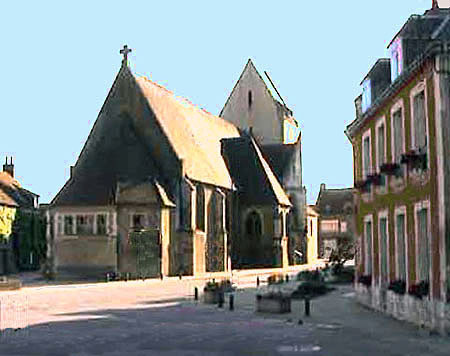
Pfarrkirche Saint-Martin

| Bevölkerungsentwicklung |      |  |       |           |
| \| Le Merlerault: Einwohnerzahlen von 1793 bis 2020 \| Le Merlerault: Einwohnerzahlen von 1793 bis 2020 \| Le Merlerault: Einwohnerzahlen von 1793 bis 2020 \| Le Merlerault: Einwohnerzahlen von 1793 bis 2020 \| Le Merlerault: Einwohnerzahlen von 1793 bis 2020 \| \| -------------------------------------------------------------------------------------------------------------------------------------- \| ------------------------------------------------ \| ------------------------------------------------ \| ------------------------------------------------ \| ------------------------------------------------ \| \| Jahr \| \| \| \| Einwohner \| \| 1793 \| 1793 \| \| 1.198 \| 1.198 \| \| 1800 \| 1800 \| \| 1.222 \| 1.222 \| \| 1806 \| 1806 \| \| 1.317 \| 1.317 \| \| 1821 \| 1821 \| \| 1.264 \| 1.264 \| \| 1836 \| 1836 \| \| 1.451 \| 1.451 \| \| 1841 \| 1841 \| \| 1.449 \| 1.449 \| \| 1846 \| 1846 \| \| 1.447 \| 1.447 \| \| 1851 \| 1851 \| \| 1.425 \| 1.425 \| \| 1856 \| 1856 \| \| 1.347 \| 1.347 \| \| 1861 \| 1861 \| \| 1.367 \| 1.367 \| \| 1866 \| 1866 \| \| 1.486 \| 1.486 \| \| 1872 \| 1872 \| \| 1.328 \| 1.328 \| \| 1876 \| 1876 \| \| 1.327 \| 1.327 \| \| 1881 \| 1881 \| \| 1.282 \| 1.282 \| \| 1886 \| 1886 \| \| 1.277 \| 1.277 \| \| 1891 \| 1891 \| \| 1.269 \| 1.269 \| \| 1896 \| 1896 \| \| 1.270 \| 1.270 \| \| 1901 \| 1901 \| \| 1.257 \| 1.257 \| \| 1906 \| 1906 \| \| 1.248 \| 1.248 \| \| 1911 \| 1911 \| \| 1.270 \| 1.270 \| \| 1921 \| 1921 \| \| 1.132 \| 1.132 \| \| 1926 \| 1926 \| \| 1.209 \| 1.209 \| \| 1931 \| 1931 \| \| 1.157 \| 1.157 \| \| 1936 \| 1936 \| \| 1.132 \| 1.132 \| \| 1946 \| 1946 \| \| 1.071 \| 1.071 \| \| 1954 \| 1954 \| \| 1.100 \| 1.100 \| \| 1962 \| 1962 \| \| 1.165 \| 1.165 \| \| 1968 \| 1968 \| \| 1.139 \| 1.139 \| \| 1975 \| 1975 \| \| 1.097 \| 1.097 \| \| 1982 \| 1982 \| \| 1.058 \| 1.058 \| \| 1990 \| 1990 \| \| 974 \| 974 \| \| 1999 \| 1999 \| \| 960 \| 960 \| \| 2006 \| 2006 \| \| 913 \| 913 \| \| 2013 \| 2013 \| \| 886 \| 886 \| \| 2020 \| 2020 \| \| 753 \| 753 \| \| Quelle(n): EHESS/Cassini bis 1999,[4] INSEE ab 2006[6][7][8] Anmerkung(en): Ab 1962 offizielle Zahlen ohne Einwohner mit Zweitwohnsitz \| \| \| \| \| |      |  |       |           |
| Le Merlerault: Einwohnerzahlen von 1793 bis 2020 |      |  |       |           |
| Jahr |      |  |       | Einwohner |
| 1793 | 1793 |  | 1.198 | 1.198     |
| 1800 | 1800 |  | 1.222 | 1.222     |
| 1806 | 1806 |  | 1.317 | 1.317     |
| 1821 | 1821 |  | 1.264 | 1.264     |
| 1836 | 1836 |  | 1.451 | 1.451     |
| 1841 | 1841 |  | 1.449 | 1.449     |
| 1846 | 1846 |  | 1.447 | 1.447     |
| 1851 | 1851 |  | 1.425 | 1.425     |
| 1856 | 1856 |  | 1.347 | 1.347     |
| 1861 | 1861 |  | 1.367 | 1.367     |
| 1866 | 1866 |  | 1.486 | 1.486     |
| 1872 | 1872 |  | 1.328 | 1.328     |
| 1876 | 1876 |  | 1.327 | 1.327     |
| 1881 | 1881 |  | 1.282 | 1.282     |
| 1886 | 1886 |  | 1.277 | 1.277     |
| 1891 | 1891 |  | 1.269 | 1.269     |
| 1896 | 1896 |  | 1.270 | 1.270     |
| 1901 | 1901 |  | 1.257 | 1.257     |
| 1906 | 1906 |  | 1.248 | 1.248     |
| 1911 | 1911 |  | 1.270 | 1.270     |
| 1921 | 1921 |  | 1.132 | 1.132     |
| 1926 | 1926 |  | 1.209 | 1.209     |
| 1931 | 1931 |  | 1.157 | 1.157     |
| 1936 | 1936 |  | 1.132 | 1.132     |
| 1946 | 1946 |  | 1.071 | 1.071     |
| 1954 | 1954 |  | 1.100 | 1.100     |
| 1962 | 1962 |  | 1.165 | 1.165     |
| 1968 | 1968 |  | 1.139 | 1.139     |
| 1975 | 1975 |  | 1.097 | 1.097     |
| 1982 | 1982 |  | 1.058 | 1.058     |
| 1990 | 1990 |  | 974   | 974       |
| 1999 | 1999 |  | 960   | 960       |
| 2006 | 2006 |  | 913   | 913       |
| 2013 | 2013 |  | 886   | 886       |
| 2020 | 2020 |  | 753   | 753       |
| Quelle(n): EHESS/Cassini bis 1999, INSEE ab 2006 Anmerkung(en): Ab 1962 offizielle Zahlen ohne Einwohner mit Zweitwohnsitz |      |  |       |           |

## Sehenswürdigkeiten
- Rathaus (Hôtel de ville), in Kombination mit einer Markthalle 1827/1828 errichtet, 1944 stark beschädigt, in großen Teilen 1957 neu gebaut, birgt zahlreiche Einrichtungsgegenstände, die in der Base Palissy gelistet sind
- Pfarrkirche Saint-Martin, nach 1436 erbaut, 1944 stark beschädigt, wobei Fresken und Bleiglasfenster zerstört wurden
- Mittelalterliche Festung am Lieu-dit Le Château Clos, seit 1989 als Monument historique eingeschrieben
- Reste einer Burg am Lieu-dit Les Buttes aus dem 11. Jahrhundert, Graben und Erdwall im 15. Jahrhundert zerstört und durch ein Herrenhaus ersetzt, das vor 1811 selbst zerstört wurde
- Trabergestüt, errichtet im ausgehenden 19. Jahrhundert
- Häuser aus dem 16. bis 19. Jahrhundert

## Persönlichkeiten
- Ralph von Merle (* vor 1114) normannischer Baron und Kreuzritter
- Foucaud du Merle († 1314), normannischer Adeliger, Marschall von Frankreich um 1304
- François Pouqueville (1770–1838), französischer Diplomat, Arzt, philhellenischer Schriftsteller, Entdecker und Historiker, geboren in Le Merlerault
- Marie-Louis-Achille Périer, comte de La Genevraie (Nez de Cuir)
- Louis-Edmond Guitry (1815–1889), Großvater von Sacha Guitry, geboren und verstorben in Le Merlerault